# Сан Марко д'Алунцио
Сан Марко д'Алунцио (итал. San Marco d'Alunzio) је насеље у Италији у округу Месина, региону Сицилија.
Према процени из 2011. у насељу је живело 1833 становника. Насеље се налази на надморској висини од 572 м.

## Становништво
Према резултатима пописа становништва 2011. у општини је живело 2.083 становника.
| 1931. | 1936. | 1951. | 1961. | 1971. | 1981. | 1991. | 2001. | 2011. |
| ----- | ----- | ----- | ----- | ----- | ----- | ----- | ----- | ----- |
| 2.331 | 2.484 | 3.726 | 3.572 | 3.086 | 2.508 | 2.396 | 2.202 | 2.083 |

## Партнерски градови
- Гаљано Кастелферато